# 阮的故鄉。高雄
《阮的故鄉·高雄》是由一群臺灣音樂人及廣播人於2014年高雄氣爆事件後所錄製的一首公益歌曲，旨在藉由合唱來激勵各界攜手面對這場意外。
2014年高雄氣爆事件發生後，為了鼓勵社會各界一起攜手面對這場突如其來的重大意外，音樂製作人蔡志展與黃靜芬譜出詞曲，並召集108位音樂人與廣播人錄唱、拍攝影片。根據報載，《阮的故鄉·高雄》從動機發想、計畫、實踐花了3天的時間，之後在高雄智冠科技音樂製作中心錄音室製作完成。

## 首映會及創作理念
|                            | 我從來沒想到，用很多經費、時間對付極端氣候帶來豪雨威脅，使許多地區擺脫淹水惡夢，卻被這一爆重重一擊，才知道重工業石化城市，除了發展經濟帶來汙染環境壓力，還有自己不知道的「未知的地下管線等如同隨時會爆炸的炸彈」。 |
| ——高雄市長 陳菊 2014/08/29 | |

2014年8月29日下午，《阮的故鄉·高雄》首映會上，高雄市長陳菊於聽到這首歌曲時頻頻拭淚，直說自己相當感動氣爆以來，高雄人團結一心付出己力，她也會做好自己應盡的責任，讓高雄更美，成為可以實現夢想的城市。陳市長哽咽地說，她把高雄當作自己最後努力奉獻的地方，市府團隊一定有做不好的地方，有疏忽就一定要承擔，面對死亡消防弟兄的家屬，她除了抱歉，說不出任何話來，對議會所有指責她都接受，只是心裡在想請大家幫助高雄。
負責填詞的作詞者黃靜芬及蔡志展，表示希望透過音樂正向的力量、讓大家積極向前看、往前走。
製作人之一的杜俊輝也提到，重建氣爆現場雖是當務之急，但災民心靈創傷的撫平更是不能忽略。他期待透過歌曲的力量帶給大家希望同時，一字一句也能成為災民再度重新出發的心靈依靠。
歌曲製作團隊總召集人紀華朗表示，結合高雄一群音樂人與電台DJ將內心的深刻感受製作成一首歌曲，唱出高雄人勇敢面對不幸的意外時不分你我、互相扶持的努力，加之共同攜手迎向充滿希望未來的信念。

## 製作
從詞曲完成到召集音樂人及廣播人錄唱、拍攝影片，花費了3天。錄音當天聚集108人，不論是作詞、作曲、編曲、錄唱、拍攝者，所有工作人員都是義務幫忙的志工。

## 製作人員
- 音樂總監：蔡志展
- 製作人：杜俊輝、蔡志展
- 執行製作：謝長峻
- 編曲、MIDI：蔡政勳
- 作曲：蔡志展
- 作詞：黃靜芬、蔡志展
- 文案：王美玲、蔡攸雅、曾群富
- 配唱指導：紀華麟、紀華朗、杜俊輝、滿書雯、賈愛國、蔡志展
- 吉他：陳君豪
- 小提琴：陳政翰
- 錄音、混音工程：李紀樺、周相宇、周志宏

## 曲目
| 曲序 | 曲目           |               | 作曲   | 编曲   | 演唱者 |
| ---- | -------------- | ------------- | ------ | ------ | ------ |
| 1.   | 阮的故鄉。高雄 | 黃靜芬 蔡志展 | 蔡志展 | 蔡政勳 | 108人  |

## 外部連結
- YouTube上的阮的故鄉。高雄.SWGGT SWGGT.2014年8月28日